# Pseudocastalia
Pseudocastalia es un género de escarabajos barrenadores metálicos del orden Coleoptera.

## Especies
- Pseudocastalia arabica (Gestro, 1877)
- Pseudocastalia bennigseni Kraatz, 1896
- Pseudocastalia mattheei Holm, 1982
- Pseudocastalia penrithae Holm, 1982